# SoccerViza Fútbol Club
El SoccerViza Fútbol Club fue un club de fútbol de Costa Rica con sede en la ciudad de Talamanca.

## Historia
En la temporada 2021-22 se inscribieron en la Tercera División de Costa Rica. El 16 de enero de 2022, tuvieron su debut profesional contra Limón F.C, duelo en donde lograron obtener la victoria 3-1 con triplete de Axel Vilchez.

## Entrenadores
- Giuseppe Funicello (2022-2023)